# Ilse Steppat
Ilse Paula Steppat (Wuppertal, 11 de novembro de 1917 - Berlim Ocidental, 21 de dezembro de 1969) foi um atriz alemã. Seu papel mais famoso internacionalmente foi o de Irma Bunt no filme 007 A Serviço Secreto de Sua Majestade, da franquia cinematográfica de James Bond.

## Filmografia
- 1969: On Her Majesty's Secret Service
- 1967: Die blaue Hand
- 1966: Karriere
- 1965: Der unheimliche Mönch
- 1964: Die Gruft mit dem Rätselschloß
- 1963: Der Unsichtbare
- 1960: Auf Engel schießt man nicht
- 1960: Im Namen einer Mutter
- 1960: Pension Schöller
- 1958: Madeleine Tel. 13 62 11
- 1958: Nachtschwester Ingeborg
- 1956: Winter in the Woods
- 1955: Die Ratten